# Йоан Капсохирос
Йоан (на гръцки: Ιωάννης, Йоанис) е гръцки духовник, епископ на Цариградската патриаршия.

## Биография
Роден е със светското име Капсохирос (Καψόχειρος). Става духовник и е хиротонисан от Лъв Мунг (1108 - 1120) за гревенски епископ. Йоан е първият известен гревенски епископ.